# Bob Hewitt
Robert Anthony John "Bob" Hewitt, född 12 januari 1940 i Dubbo, New South Wales, Australien, är en australisk-sydafrikansk tidigare professionell tennisspelare, särskilt framgångsrik som dubbelspelare. Hewitt vann som professionell tennisspelare 7 singel- och 65 dubbeltitlar. Han rankades som världssexa i singel 1967. Hans segrar i dubbel ger honom en sjätteplats genom tiderna i antal vunna titlar. Hewitt vann totalt 15 titlar i Grand Slam-turneringar, varav 9 i dubbel och 6 i mixed dubbel. I singel nådde han kvartsfinalen i Wimbledonmästerskapen 1964 och 1966. Bob Hewitt var en av de första spelarna som sammanlagt vann över 1 miljon US dollar i prispengar.

## Tenniskarriären
Hewitt vann sina fyra första dubbeltitlar i GS-turneringar i par med sin australiske landsman Fred Stolle (Australiska mästerskapen 1963-64 och Wimbledon 1962 och 1964). I finalmatcherna besegrade Hewitt/Stolle bland andra paren Ken Fletcher/John Newcombe och Roy Emerson/Ken Fletcher.
Efter att ha flyttat till Sydafrika (se nedan under spelaren och personen) började han spela dubbel tillsammans med den sydafrikanske spelaren Frew McMillan. De båda vann under perioden 1967-1978 5 GS-titlar i dubbel tillsammans (3 gånger i Wimbledon, en gång i Franska öppna och en gång i US Open). Paret besegrade i Wimbledonfinalerna Roy Emerson/Ken Fletcher (1967, 6-2, 6-3, 6-4), Stan Smith/Erik van Dillen (1972, 6-2, 6-2, 9-7) och John McEnroe/Peter Fleming (1978, 6-1 6-4 6-2). Tillsammans vann de båda 1967 dubbeltiteln i Italienska mästerskapen i Rom och 1977 också dubbeltiteln i US Pro. Paret Hewitt/McMillan har ett rekord om 45 vunna dubbelmatcher i följd. 
Bob Hewitt vann tre av sina mixed dubbel-titlar i GS-turneringar (Wimbledon 1977, 1979 och US Open 1979) tillsammans med den 17 år yngre sydafrikanska tennisspelaren Greer Stevens. 
Bob Hewitt spelade aldrig i det Australiska Davis Cup-laget, men från 1967, då som fast boende i Johannesburg, spelade han med mycket stor framgång i det sydafrikanska laget. Han deltog i laget 1967-69, 1973-74 och 1977-78 och spelade totalt 42 matcher av vilka han vann 38. Sjutton av matcherna var i dubbel, samtliga tillsammans med Frew McMillan. Paret vann 16 av dessa matcher.

## Spelaren och personen
Bob Hewitt växte upp i Sydney, Australien. Hewitt blev förälskad i en sydafrikansk modell vid namn Dalaille Nicholas, och flyttade 1964 till Johannesburg där han gifte sig. Efter tenniskarriären har Hewitt drivit en sportaffär i Johannesburg.
Som tennisspelare blev han känd för sitt aggressiva, attackerande och kraftfulla spel.  
Bob Hewitt upptogs 1992 i International Tennis Hall of Fame. 2012 ströks hans plats i Hall of Fame till följd av en utredning om sexuella trakasserier mot en flicka han var tränare åt.

## Våldtäktsdom
I maj 2015 dömdes Hewitt till sex års fängelse för våldtäkt mot tre minderåriga flickor. Flickorna var 12, 13 respektive 16 år när Hewitt förgrep sig på dem.

## Grand Slam -titlar
- Australiska mästerskapen
  - Dubbel - 1963, 1964
  - Mixed dubbel - 1961
- Wimbledonmästerskapen
  - Dubbel - 1962, 1964, 1967

- Open Era

- Franska öppna
  - Dubbel - 1972
  - Mixed dubbel - 1970, 1979
- Wimbledonmästerskapen
  - Dubbel - 1972, 1978
  - Mixed dubbel - 1977, 1979
- US Open
  - Dubbel - 1977
  - Mixed dubbel - 1979